# Temptation (Monrose)
Temptation è l'album di debutto del trio pop tedesco Monrose, pubblicato da Starwatch e Warner Music l'8 dicembre 2006.
L'album ha debuttato al primo posto delle classifiche austriaca, tedesca e svizzera. L'album è stato classificato disco di platino per aver venduto solo nella prima settimana oltre 200 000 copie. A giugno 2007 Temptation ha raggiunto lo stato di triplo platino per aver venduto oltre 400 000 copie.

## Track list
| #   | Titolo                                |      |
| --- | ------------------------------------- | ---- |
| 1.  | "Shame"                               | 3:28 |
| 2.  | "Even Heaven Cries"                   | 3:54 |
| 3.  | "Oh La La"                            | 3:44 |
| 4.  | "No"                                  | 2:56 |
| 5.  | "I'm Gonna Freak Ya"                  | 3:26 |
| 6.  | "Love Don't Come Easy"                | 4:38 |
| 7.  | "2 of a Kind"                         | 3:11 |
| 8.  | "Your Love Is Right Over Me"          | 4:34 |
| 9.  | "Work It"                             | 3:52 |
| 10. | "Do That Dance"                       | 3:24 |
| 11. | "Live Life Get By"                    | 3:56 |
| 12. | "Push Up on Me"                       | 4:04 |
| 13. | "Butt Butt" (Musicload traccia bonus) | 3:02 |

## Classifiche
| Classifica (2006)         | Posizione massima | Certification |
| ------------------------- | ----------------- | ------------- |
| Classifica album Germania | 1                 | 1,5x Platino  |
| Classifica album Austria  | 1                 | Platino       |
| Classifica album Svizzera | 1                 | Platino       |

## Singoli estratti
- Shame (1º dicembre 2006)
- Even Heaven Cries (2 marzo 2007)